# Малкоуста макропина
Малкоустите макропини (Macropinna microstoma) са вид актиноптери от семейство Опистопроктови (Opisthoproctidae).
Таксонът е описан за пръв път от Уилбърт Маклауд Чапман през 1939 година.